# Klaus Werner-Lobo

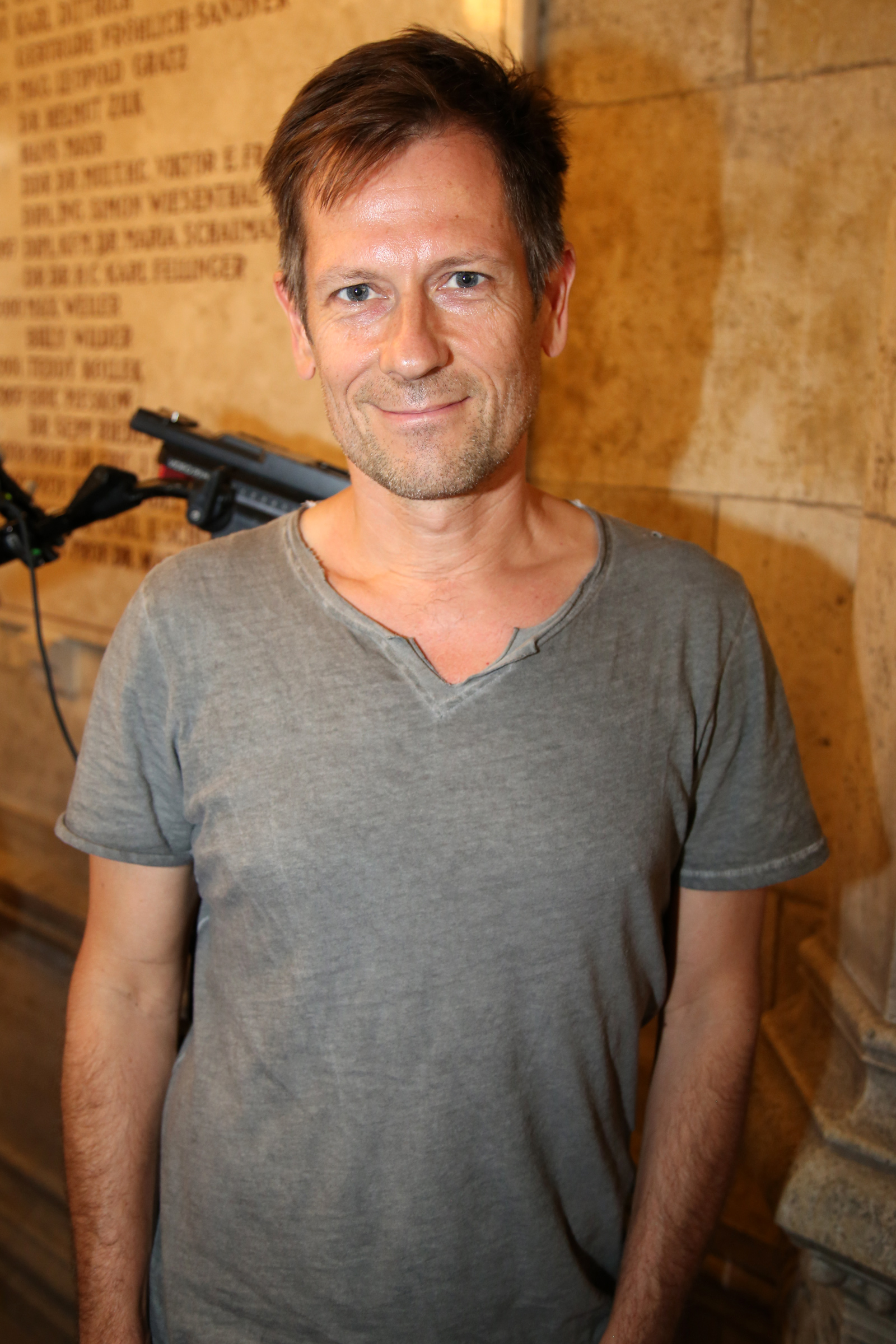
Klaus Werner-Lobo (2015)

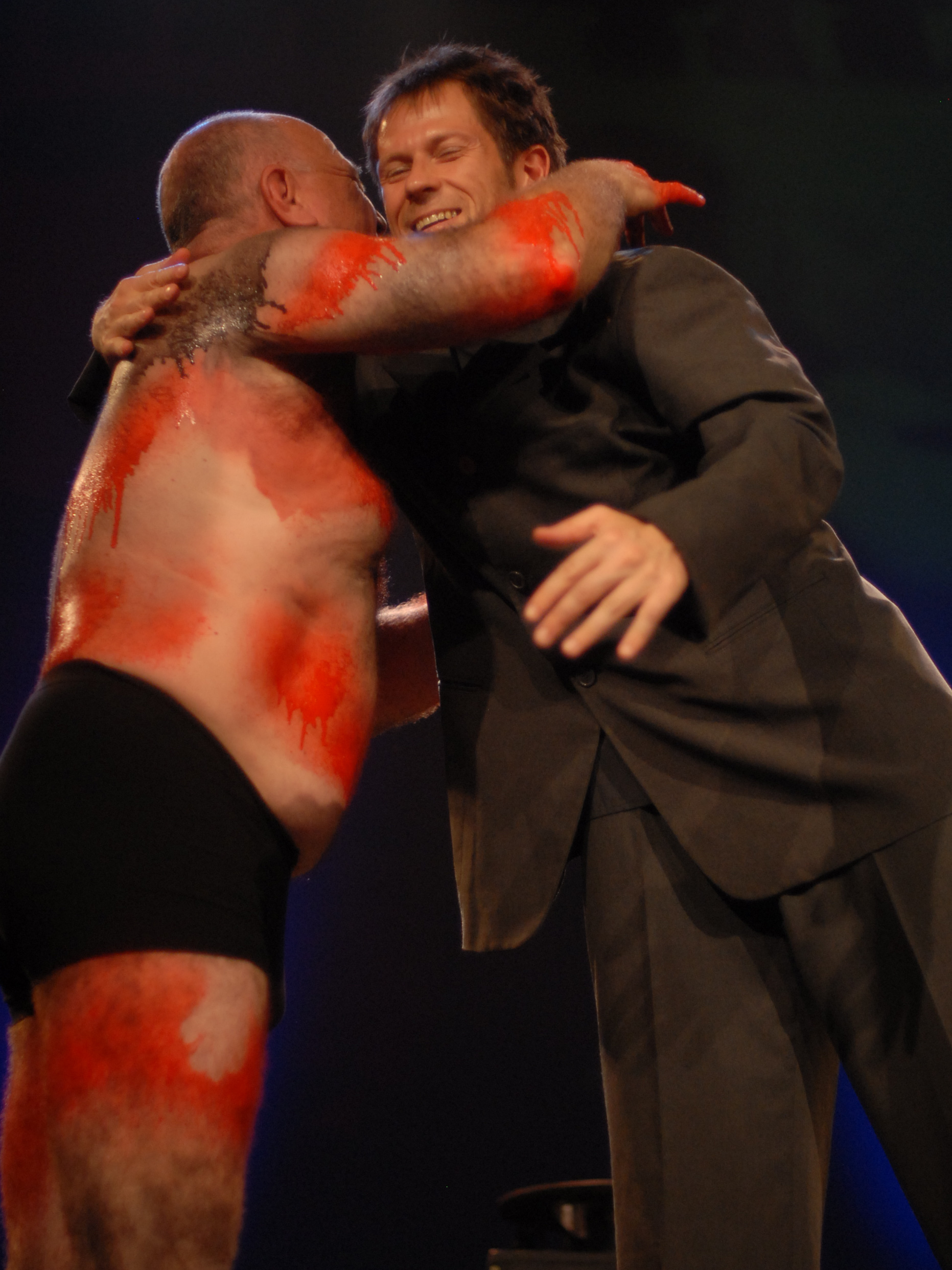
Klaus Werner-Lobo (rechts) bei einem gemeinsamen Auftritt mit dem Clown Leo Bassi am 17. Mai 2008 im Orpheum Wien

Klaus Werner-Lobo (Klaus Werner-Lobo de Rezende, bis August 2006 Klaus Werner; * 1967 in Salzburg) ist ein österreichischer Autor, Coach, Trainer, Politiker, Clown und Vortragsredner.

## Leben und Werk
Nach dem Zivildienst ging er 1986 nach Wien und studierte dort Umweltbiologie sowie Romanistik und Germanistik. 1992 betreute er für die Österreichische Wirtschaftskammer internationale Medien auf der Weltausstellung in Sevilla. 1993 begann er seine journalistische Laufbahn als Autor für ein Nachrichtenmagazin. Klaus Werner-Lobo spricht Deutsch, Englisch, Spanisch, Französisch und Portugiesisch.
Von 1995 bis 2000 war Werner Pressesprecher des Österreichischen Ökologie-Instituts. Er entwarf und betreute die Zeitschriften Kontexte und Energiewende sowie das Internetportal ecology.at. Von 1996 bis 1998 arbeitete er zusätzlich für die Wiener Stadtzeitung Falter in den Ressorts Politik und Stadtleben. Außerdem verfasste er Berichte und Kommentare für die tageszeitung, Welt am Sonntag, profil, Der Standard, Die Presse, Die Furche u. a. sowie Reportagen über afrikanische Länder für das Reisemagazin.
Sein mit Henriette Gupfinger und Gabriele Mraz verfasstes Buch Prost Mahlzeit! wurde von der Robert-Jungk-Bibliothek für Zukunftsfragen unter die Top Ten der Zukunftsbücher gewählt. Spiegel Online zählt ihn neben Noam Chomsky, Naomi Klein, Michael Moore und Jean Ziegler zu den „Stars der alternativen Globalisierung“.
Im September 2008 erschien Werner-Lobos Buch Uns gehört die Welt! Macht und Machenschaften der Multis im Hanser Verlag;
2010 erschien eine aktualisierte Neuausgabe bei dtv.
Von Oktober 2010 bis November 2015 war Werner-Lobo Gemeinderat und Landtagsabgeordneter sowie Menschenrechts- und Kultursprecher von Die Grünen Wien.
Im Dezember 2012 intervenierte er erfolgreich gegen ein Konzert der Wiener Mundartband Die Hinichen, was ihm seitens der IG Autoren den Vorwurf der „Zensur der Ära Metternich“ einbrachte.
Im September 2014 veröffentlicht er gemeinsam mit Hans Weiss eine Neuausgabe des Schwarzbuch Markenfirmen mit dem neuen Untertitel "Die Welt im Griff der Konzerne". Im März 2016 veröffentlichte er das Buch "Nach der Empörung. Was tun, wenn wählen nicht mehr reicht" als Anleitung zum zivilgesellschaftlichen Engagement abseits von politischen Parteien. Im November 2016 veröffentlichte er mit "Frei und gefährlich. Die Macht der Narren" eine Kulturgeschichte von Clowns vom indigenen Trickster über den Hofnarren bis hin zu Charlie Chaplin & Co.
Aktuell unterrichtet er in Workshops und Coachings die von ihm entwickelte "narrenfrei"-Methode zur Persönlichkeitsentwicklung und Teambildung für Unternehmen, worunter er die "Befreiung von inneren und äußeren Zwängen" und die Überwindung der "Angst vor dem Scheitern" versteht. Er hat Lehraufträge am Institut für Provokationspädagogik der Donau-Universität Krems, der Arge Bildungsmanagement der Sigmund Freud PrivatUniversität Wien, am Kolleg für Sozialpädagogik Wien und beim Lehrgang Pioneers of Change.

## Veröffentlichungen
- mit Henriette Gupfinger und Gabriele Mraz: Prost Mahlzeit! Essen und Trinken mit gutem Gewissen. Deuticke, Wien / München, ISBN 3-216-30549-X.
- mit Hans Weiss: Schwarzbuch Markenfirmen. Die Machenschaften der Weltkonzerne. Deuticke, Wien / Frankfurt 2001, ISBN 3-216-30592-9.
- mit Hans Weiss: Das neue Schwarzbuch Markenfirmen. Die Machenschaften der Weltkonzerne. Deuticke, Wien / Frankfurt 2001, ISBN 3-216-30715-8. (aktualisierte Ausgabe: Ullstein, Berlin 2006, ISBN 3-548-36847-6; erweiterte und aktualisierte Ausgabe: ebd. 2010, ISBN 978-3-548-37314-0)
- mit Thomas Seifert: Schwarzbuch Öl. Eine Geschichte von Gier, Krieg, Macht und Geld. Deuticke, Wien 2005, ISBN 3-552-06023-5. (Bpb, Bonn 2006, ISBN 3-89331-729-5; aktualisierte Ausgabe: Ullstein, Berlin 2008, ISBN 978-3-548-36995-2)
- Uns gehört die Welt! Macht und Machenschaften der Multis. Hanser, München 2008, ISBN 978-3-446-23100-9. (aktualisierte Neuausgabe: dtv, München 2010, ISBN 978-3-423-62452-7)
- mit Hans Weiss: Schwarzbuch Markenfirmen. Die Welt im Griff der Konzerne. Deuticke, Wien 2014, ISBN 978-3-552-06259-7.
- Nach der Empörung. Was tun, wenn wählen nicht mehr reicht. Deuticke, Wien 2016, ISBN 978-3-552-06313-6.
- Frei und gefährlich. Die Macht der Narren. Benevento, Wals bei Salzburg 2016, ISBN 3-7109-0008-5.